# Грб Киргиске ССР
Грб Киргиске ССР је усвојен 23. марта 1937. године, од стране владе Киргиске ССР. На грбу се налазе симболи киргиске пољопривреде, снопови памука и пшенице. У позадини грба налази се планински ланац Тјан Шан, који је окружен плаво-златним узорком киргиске народне ношње. Црвена звезда на врху грба додана је 1948. године. Излазеће сунце иза Тјан Шана симболизује будућност киргиског народа, а звезда и срп и чекић победу комунизма.
Снопови памука и пшенице обавијени су двема црвеним тракама. На горњој је исписано гесло Совјетског Савеза „Пролетерски свих земаља, уједините се!“ на руском и киргиском језику („Бардык өлкөлөрдүн пролетарлары, бириккиле!“). На доњој траци исписано је име државе.
Грб је био на снази до 1992. године, када је замењен данашњим грбом Киргистана.